# Dennis McCarthy (compositeur)
Pour les articles homonymes, voir Dennis McCarthy.
Dennis McCarthy est un compositeur américain né en 1945.

## Filmographie

### Cinéma
- 1980 : Night of the Demon (en)
- 1983 : Canyon Prison (Off the Wall)
- 1994 : Star Trek : Générations (Star Trek: Generations) de David Carson
- 1997 : McHale's Navy: y a-t-il un commandant à bord? (McHale's Navy)
- 1997 : Breast Men
- 1998 : Lettres à un tueur (Letters from a Killer) de David Carson
- 1999 : Love Bites
- 2001 : Hal Buckley
- 2002 : In Your Face
- 2003 : Die, Mommie, Die!
- 2004 : Star Trek: The Experience - Borg Invasion 4D
- 2004 : Landers

### Télévision

#### Séries télévisées
- 1980 : Enos
- 1981 : Dynastie (Dynasty)
- 1984 : V : La série (V: The Final Battle)
- 1985 : La Cinquième Dimension (The Twilight Zone)
- 1990 : Parker Lewis ne perd jamais (Parker Lewis Can't Lose)
- 1990 : Les Tiny Toons (Tiny Toon Adventures)
- 1994 : L'Homme à la Rolls (Burke's Law)
- 1995 : Star Trek: Voyager
- 1995 : Deadly Games
- 1997 : Players, les maîtres du jeu (Players)
- 1999 : La Famille Green (Get Real)
- 2001 : Project Greenlight
- 2005 : Related

#### Téléfilms
- 1974 : John Wayne and Glen Campbell & the Musical West
- 1982 : Pray TV
- 1983 : The Kid with the 200 I.Q.
- 1985 : Playing with Fire
- 1986 : Houston: The Legend of Texas
- 1987 : Sworn to Silence
- 1988 : Police Story: Cop Killer
- 1990 : The Love Boat: A Valentine Voyage
- 1990 : Leona Helmsley: The Queen of Mean
- 1990 : Kaléidoscope (en) (Kaleidoscope)
- 1991 : Un papa sur mesure (Daddy)
- 1992 : Balades fatales (Overkill: The Aileen Wuornos Story)
- 1993 : Staying Afloat
- 1994 : Tonya & Nancy: The Inside Story
- 1995 : La Colonie (en) (The Colony)
- 1995 : Cap sur l'enfer (Inflammable)
- 1996 : Hidden in Silence
- 1996 : Passion par procuration (The Care and Handling of Roses)
- 1996 : Les Yeux du mensonge (Lying Eyes)
- 1997 : Comme une ombre (In My Sister's Shadow)
- 1997 : Serments mortels (Love's Deadly Triangle: The Texas Cadet Murder)
- 1997 : Innocence perdue (en) (When Innocence Is Lost)
- 1997 : The American Film Institute Salute to Martin Scorsese
- 1997 : Get to the Heart: The Barbara Mandrell Story
- 1999 : Un instant de panique (Hit and Run)
- 1999 : Au-delà de l'obsession (Ultimate Deception)
- 1999 : Having Our Say: The Delany Sisters' First 100 Years
- 1999 : Dying to Live (1999) (de)
- 2000 : Alien Fury: Countdown to Invasion
- 2000 : Meurtre à l'eau de rose (The Deadly Look of Love)
- 2000 : John Lennon: Les débuts d'une histoire (In His Life: The John Lennon Story)